# 名古屋市立鎌倉台中学校
名古屋市立鎌倉台中学校（なごやしりつ かまくらだいちゅうがっこう）は、愛知県名古屋市緑区にある公立中学校。隣の名古屋市立扇台中学校の生徒が大幅に増えたため1993年に分離設置された。本校は名古屋市立大清水小学校の卒業生がほとんど進学している。
校名は、かつて学校のすぐ北側に鎌倉街道が通っていたことと、丘陵地に位置することから付けられた。

## 沿革
- 1991年（平成3年）10月 - 八ツ松方面新設中学校設置準備委員会発足[2]。
- 1991年（平成3年）12月 - 校名「名古屋市立鎌倉台中学校」が発表される[2]。
- 1992年（平成4年）7月 - 建設工事起工式が行われる。同月中学校建設工事の不発弾処理が行われる[2]。
- 1993年（平成5年）2月 - 校章が制定される[2]。
- 1993年（平成5年）3月 - 大清水小学校において学校説明会が行われる。同月校舎完成が完成し校旗が制定される[2]。
- 1993年（平成5年）4月 - 開校[2]
- 1998年（平成10年）3月 - ランチルームが開設する[2]。
- 2000年（平成12年）12月 - 名古屋市立鎌倉台中学校校歌制定委員会発足[2]。
- 2002年（平成14年）12月 - 創立10周年記念式典を開催し、校歌を制定する[2]。
- 2004年（平成16年）4月 - 特別支援学級を開設する。スクールカウンセラーが着任する[2]。
- 2012年（平成24年）6月 - 普通教室（5室）を増築する[2]。
- 2012年（平成24年）11月 - 創立20周年記念式典を開催し、校訓を制定する。校訓碑・モニュメント除幕式が行われる[2]。

## 学校行事
- 入学式 [3]
- 環境学習トライ＆アクション[3]
- 修学旅行（3年生）[3]
- 音楽会 [3]
- 体育大会[3]
- 稲武野外教育 [3]
- INGキャンペーン[3]
- 薬剤師講話（3年生）[3]
- 福祉体験学習（1年生）[3]
- 職場体験学習（2年生）[3]
- 卒業式[3]

## 部活動

### 体育・運動部
- ソフトテニス部（男女）[4]
- サッカー部（男）[4]（男女）[4]
- バレーボール部（女）[4]（女）
- 剣道部（男女）[4]

### 文化部
- 美術部（男女）[4]

## 施設
校舎は本館・北館・新館からなる。
本館
- 1階：職員室・生徒指導室・保健室・図書室・カウンセラー室・武道場・会議室・応接室[3]
- 2階：音楽室・視聴覚室・25メートルプール・家庭科室[3]

北館
- 1階：生徒会室・金工室・木工室[3]
- 2階：調理室[3]
- 3階：美術室・理科室[3]

新館
- 1階：ランチルーム[3]
- 2階
- 3階
- 4階

## 通学区域
- 大清水一丁目[5]
- 大清水二丁目（一部）[5]
- 大清水三丁目[5]
- 大清水四丁目[5]
- 大清水五丁目[5]
- 大清水西[5]
- 大清水東[5]
- 鎌倉台一丁目[5]
- 鎌倉台二丁目[5]
- 砂田一丁目[5]
- 砂田二丁目[5]
- 鳴海町字大清水[5]（一部[6]）
- 八つ松一丁目[5]
- 八つ松二丁目[5]

## 交通アクセス
- 名古屋市営地下鉄桜通線
  - 徳重駅より市バス - 徳重14「鎌倉台中学校」バス停より徒歩2分
  - 鳴子北駅より市バス - 鳴子12号系統「鎌倉台中学校」バス停より徒歩2分
- 名鉄名古屋本線
  - 有松駅より市バス - 徳重14号系統「大清水三丁目」バス停より徒歩7分

## 学区 / 校区内の主な施設

### 公園
- 姥子山中央公園
- 平手南公園
- 八ツ松公園
- 八ツ松東公園
- 八ツ松西公園
- 大清水公園
- 大清水第二公園
- 大清水東公園
- 大清水西公園
- 大清水北公園
- 水広公園
- 水広南公園
- 砂田東公園

### 学校・教育施設
- 名古屋市立大清水小学校
- トワイライトスクール

### 寺社
- 八ツ尾八幡社
- 寺島家御天神社

### その他
- 大清水コミュニティセンター
- 名古屋市地域子育て支援拠点どろんこわらばぁ〜
- 緑警察署 平手交番